# PC Cadix
Pour les articles homonymes, voir Cadix (homonymie).
Le PC Cadix, poste de commandement Cadix, est le nom de code du site d'implantation d'une cellule de déchiffrement franco-polono-espagnole dépendant de l'armée française, pendant la Seconde Guerre mondiale. Il est situé au château des Fouzes près d'Uzès. Il est actif de septembre 1940 au 9 novembre 1942.

## Historique
Le PC Cadix, dirigé par Gustave Bertrand, est créé après la bataille de France et la mise en place du Régime de Vichy en zone libre. Il s'agit d'une résurgence du PC Bruno où l'un des sujets est la cryptanalyse d'Enigma.
Pendant l'été 1940, Gustave Bertrand achète le château des Fouzes situé à 2-3 km d'Uzès.
L'antenne prend le nom de PC Cadix, sans doute en raison de l'ancienne via Domitia, la route impériale de Rome à Cadix.

## Composition
L'équipe basée au PC Cadix et dirigé par Gustave Bertrand est composé de 7 Espagnols, 15 Français et 15 Polonais.
L'équipe polonaise est dirigée par Gwido Langer (alias Wicher ou Louis Lange) et constitue l'Ekspozytura 300 du bureau de renseignement polonais. En 1940, le bureau de renseignement polonais ouvre des antennes en particulier en France, à Lisbonne, Berne, Stockholm, Jérusalem. L'antenne française ou Ekspozytura F est dirigée depuis Marseille par Wincenty Zarembski (alias Tudor). Pour le bureau de renseignement polonais, l'Ekspozytura 300 devait rechercher des renseignements sur les forces allemandes, italiennes et françaises, notamment sur les mouvements de troupes, les ordres de bataille, et le déploiement des unités de la marine, de l'armée de terre et de l'air. Ils devaient épier les réseaux de la police allemande, afin de découvrir ce qui se passait en Pologne (instructions transmises le 16 octobre 1940).
Outre Gwido Langer, l'équipe polonaise est constitué de Maksymilian Ciężki (alias Mathew Muller), Antoni Palluth (alias Antoine Balande), Marian Rejewski (alias Pierre Ranaud), Jerzy Różycki (alias Julien Roget), Henryk Zygalski (alias Henri Sergant).